# Fortín Belgrano
Pour les articles homonymes, voir Belgrano.
Fortín Belgrano est une localité argentine située dans la province du Chaco et dans le département de General Güemes.

## Infrastructure
Elle dispose d'un poste sanitaire à El Sauzalito.

## Démographie
Lors du recensement de 2001, l'Indec n'a pas reconnu Fortín Belgrano comme une agglomération urbaine. Fortín Belgrano est l'un des principaux sièges de la population Wichí. Il est également connu pour avoir un poste de police et en 2016, il comptait plus de 100 habitants stables.

## Voies de communication
Sa principale voie de communication est la route provinciale 3, qui la relie au sud-est à El Sauzalito et à la route nationale 11, et au nord-ouest à la province de Salta.